# Спицын, Александр Петрович
Алекса́ндр Петро́вич Спи́цын (24 марта 1810 — 30 июня 1888, Севастополь, Таврическая губерния) — русский военно-морской деятель, адмирал (1878). Первый почётный гражданин города Керчь (1866).

## Биография
Родился 24 марта 1810 года. Воспитывался в морском кадетском корпусе, куда поступил 21 августа 1824 года, а 8 мая 1826 года был произведен в гардемарины и до 1829 года на линейном корабле «Александр Невский» и фрегате «Крейсер» плавал в Балтийском и Северном морях.
В 1829 году после окончания Морского кадетского корпуса произведен  в мичманы с назначением на Черноморский флот, участник Русско-турецкой войны. В кампанию 1829 года на кораблях «Пармен» и «Пантелеймон» крейсировал у румелийских берегов и Босфора и участвовал при взятии Иниды и Мидии. В 1830 году на бриге «Орфей» крейсировал у абхазских берегов и участвовал при занятии Гагр. 5 апреля 1833 года за нанесение побоев аудитору Михайлову арестован на 2 месяца.
На транспорте «Александр» участвовал в Босфорской экспедиции и награжден турецкой золотой медалью. В кампанию 1834 года на фрегатах «Бургас» и «Эривань» крейсировал у абхазских берегов и перешел из Одессы в Константинополь. В 1835-1836 годах на транспорте «Кит» крейсировал между Севастополем и Николаевым и затем служил на фрегатах «Бургас» и «Варна». В 1837-1840 годах на корабле «Султан Махмуд» крейсировал у абхазских берегов. В 1841-1847 годах на фрегатах «Мессеврия», «Агатополь», корабле «Султан Махмуд» и бриге «Паламед» крейсировал у восточных берегов Чёрного моря. 16 февраля 1844 года Высочайше повелено не считать наличие штрафа препятствием к получению наград. В 1846 году награжден орденом Св. Анны III степени. 23 ноября 1847 года произведен  в капитан-лейтенанты.

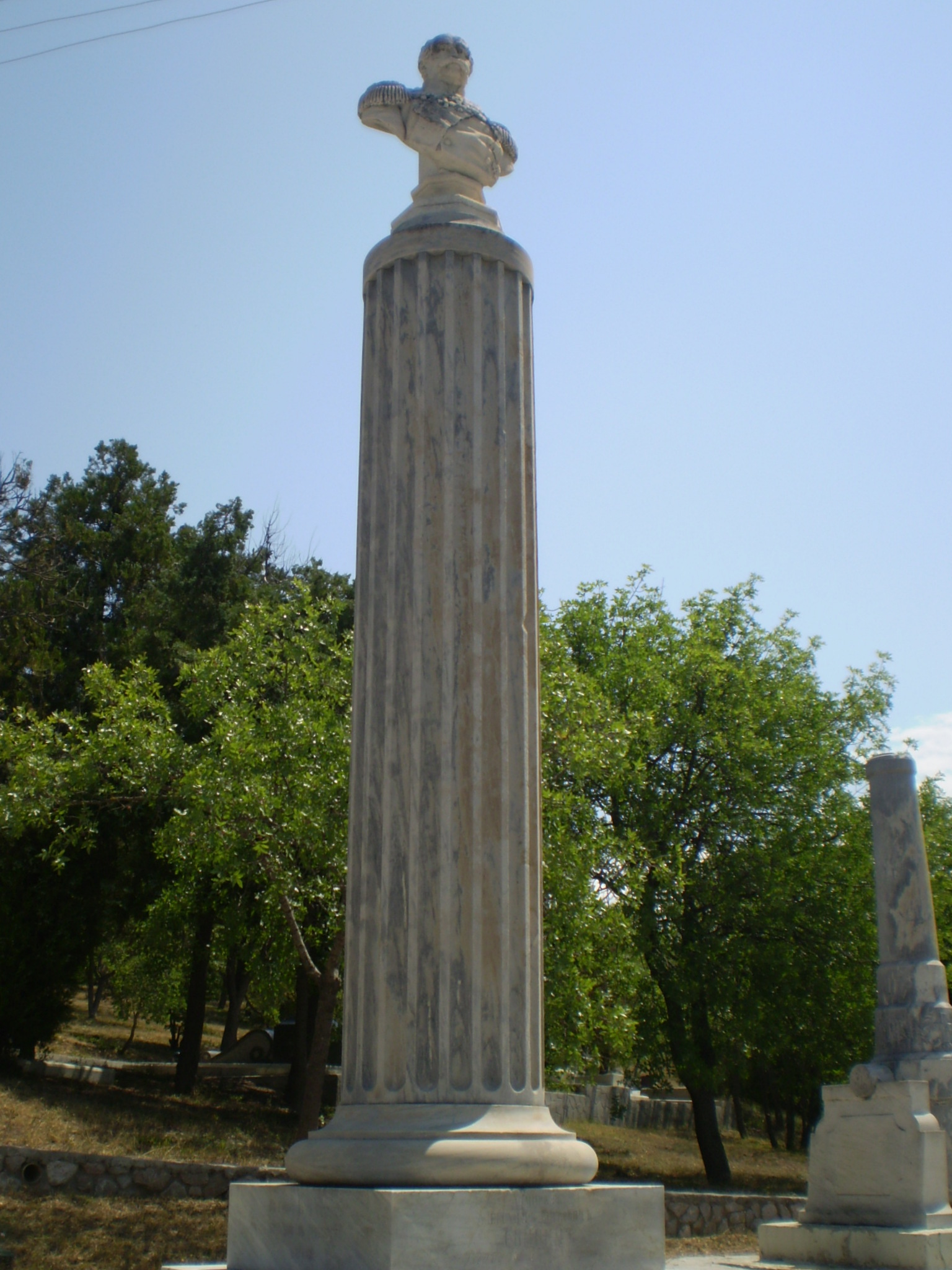
Могила на Братском кладбище

С 1853 года состоял в крейсерской эскадре адмирала П. С. Нахимова, участник Крымской войны и Синопского сражения, во время  Обороны Севастополя командовал 4-м бастионом — одним из самых важных бастионов в оборонительной линии Севастополя. За отличие в 1855 году произведён в капитаны 1-го ранга.
В 1855 году произведён в контр-адмиралы. С 1857 по 1875 годы был Керчь-Еникальским градоначальником. В 1866 году произведён в вице-адмиралы, в 1878 году произведён в адмиралы.
26 ноября 1851 года был награждён орденом Святого Георгия 4-й степени  № 8834 за выслугу лет (18 кампаний). Был награждён всеми орденами вплоть до ордена  Святого Александра Невского с бриллиантовыми знаками пожалованными ему 6 мая 1884 года.
Умер 30 июня 1888 года в Севастополе, похоронен на Братском кладбище.